# Shogo Ishitsuka
Shogo Ishitsuka (1989) es un deportista japonés que compite en triatlón. Ganó una medalla de bronce en el Campeonato Asiático de Triatlón de 2019.

## Palmarés internacional
| Campeonato Asiático | Campeonato Asiático      | Campeonato Asiático | Campeonato Asiático |
| Año                 | Lugar                    | Medalla             | Prueba              |
| ------------------- | ------------------------ | ------------------- | ------------------- |
| 2019                | Gyeongju (Corea del Sur) | Medalla de bronce   | Individual          |